# Shari Shattuck
Shari Shattuck est une actrice américaine née le 8 novembre 1960.

## Biographie
Elle a été mariée à l'acteur américain Ronn Moss.
Elle est l'épouse de Joseph Paul Stachura depuis 2009.

## Filmographie

### Cinéma
- 1986 : La cage aux vices (The Nakes Cage) : Michelle
- 1987 : Number One with a Bullet : Regina
- 1987 : Tainted : Cathy
- 1987 : Hot Child in the City : Abby Wagner
- 1988 : Le Clandestin : Suzanne
- 1988 : Desert Warrior : Racela
- 1989 : Arena (en) de Peter Manoogian : Jade
- 1989 : Pasión de hombre : Teresa
- 1989 : Mad About You : Renee
- 1989 : The Spring : Dyanne
- 1989 : Death Spa : Catherine
- 1991 : Immortal Sins : Diana
- 1994 : Terrain miné : Liles
- 1994 : Dead On : Erin Davenport
- 1996 : Agent zéro zéro : L'hôtesse de l'air
- 2014 : Scream at the Devil : Mirium Jones

### Télévision

#### Séries télévisées
- 1984 : K 2000 : Ingrid (saison 3 épisode 11)
- 1984-1985 : Mike Hammer : Neila / Sandra / Gladys (saison 2 épisodes 2,9,14)
- 1984 : Matt Houston : Mary Nichols (saison 3 épisode 22)
- 1987 : Amour, Gloire et Beauté : Heather Thompson
- 1989 : Falcon Crest : Celeste (saison 9 épisode 3)
- 1990 : Docteur Doogie : Heather (saison 2 épisode 13)
- 1991 : Dallas : Kit Marlowe
- 1991-1994 : Les Dessous de Palm Beach : Cheryl Lynn Deveraux / Leslie Hill / Shana Rose (saison 1 épisode 3 / saison 2 épisode 11 / saison 4 épisode 10)
- 1992 : Madame est servie : Jo-Jo (saison 8 épisode 15)
- 1992 : Corky, un adolescent pas comme les autres : Miss Janvier (saison 4 épisode 4)
- 1996-1999 : Les Feux de l'amour : Ashley Abbott
- 1993 : Sisters : Morgan Sheridan / 'Georgie' (saison 3 épisode 17)
- 1993 : Shaky Ground : Jill (saison 1 épisode 15)
- 1996 : Babylon 5 : Julie Musante (saison 3 épisode 5)
- 1997 : Diagnostic : Meurtre : Candy Zarkin (saison 4 épisode 25)
- 2000 : Whatever : Kate Warner

#### Téléfilms
- 1988 : Goddess of Love : Debbie
- 1990 : Laker Girls : Libby